# Ustawy zbożowe
Ustawy zbożowe (ang. corn laws) – seria ustaw regulujących międzynarodowy handel produktami rolnymi, które obowiązywały w Wielkiej Brytanii w latach 1815–1849. Ich celem była ochrona brytyjskich producentów rolnych, którzy w znakomitej większości stanowili klasę arystokratów i właścicieli ziemskich.
Ustawy zbożowe uważa się za kulminację angielskiego merkantylizmu i protekcjonizmu. Tworzyły one ułatwienia eksportowe dla brytyjskich producentów rolnych, a jednocześnie przewidywały nakładanie wysokich ceł na zboża importowane, gdy ich cena spadała poniżej określonego poziomu. W ten sposób chroniły rodzimych producentów poprzez obniżenie poziomu konkurencji z zewnątrz. Choć regulacje prawne dotyczące importu zboża istniały w Anglii już w XVII i XVIII wieku, to XIX-wieczne ustawy zbożowe były szczególnie dotkliwe dla konsumentów. Wcześniejsze regulacje dążyły wprawdzie do ochrony producentów przed niskimi cenami, ale chroniły także konsumentów przed zbyt wysokimi. Natomiast celem ustawy z 1815 roku było utrzymanie wysokich cen zbóż, które utrwaliły się w czasie wojen napoleońskich. Po zakończeniu działań zbrojnych i blokady kontynentalnej ceny spadły, a brytyjski rząd postanowił ratować producentów rolnych przed kłopotami. 
Ustawy uderzały natomiast w rozwijający się w Wielkiej Brytanii przemysł, ponieważ ograniczenie konkurencji na rynku płodów rolnych powodowało utrzymywanie się wysokich cen zboża na rynku wewnętrznym. To z kolei nie pozwalało na obniżenie kosztów utrzymania pracowników najemnych, dla których koszty wyżywienia stanowiły dominującą część wydatków. Ich praca była niezbędna w dynamicznie rozwijającym się przemyśle, dlatego niskie koszty utrzymania robotników pozwoliłyby przedsiębiorcom obniżyć koszty pracy. Z tego względu ustawy zbożowe były przedmiotem sporu między stronnictwami wigów a konserwatywnymi torysami w brytyjskiej Izbie Gmin. Wigowie, reprezentujący interesy rodzącej się klasy przemysłowców, dążyli do zniesienia ustaw, co obniżyłoby ceny zboża w Wielkiej Brytanii i tym samym koszty utrzymania pracowników najemnych.
Ustawy uderzały również w brytyjskie kolonie, które będąc na niższym poziomie rozwoju przemysłowego produkowały przede wszystkim produkty rolne. Wiele krajów europejskich, jak np. Francja, odpowiedziały na ustawy zbożowe wprowadzeniem ceł retorsyjnych na produkty rolne sprowadzane z Wielkiej Brytanii.
W 1846 r. ustawy zostały zniesione, przy czym z powodu 3-letniego okresu przejściowego przestały obowiązywać w 1849 roku. Zniesienie ustaw nie tylko ograniczyło dochody producentów rolnych, ale także znacząco obniżyło polityczne wpływy właścicieli ziemskich i arystokracji. Istotnie umocniło natomiast pozycję burżuazji i tym samym było kamieniem milowym w przekształceniach tradycyjnego, feudalnego społeczeństwa brytyjskiego w nowoczesne społeczeństwo przemysłowe.